# HBL All-Star Game 2007
Das HBL All-Star Game 2007 fand am 5. Juni 2007 in der Max-Schmeling-Halle in Berlin vor 8.521 Zuschauern statt. Es war die siebte Auflage dieses Events.
Eine internationale Auswahl der Handball-Bundesliga gewann gegen die Nationalmannschaft des DHB mit 36:31 (18:17).

## TOYOTA HBL-Auswahl
| Nr.         | Name                | Verein                   |          |          |          |          |          |          |
| Torhüter    | Torhüter            | Torhüter                 | Torhüter | Torhüter | Torhüter | Torhüter | Torhüter | Torhüter |
| ----------- | ------------------- | ------------------------ | -------- | -------- | -------- | -------- | -------- | -------- |
| 1           | Goran Stojanović    | HSV Hamburg              |          |          |          |          |          |          |
| 12          | Jan Holpert         | SG Flensburg-Handewitt   |          |          |          |          |          |          |
| 16          | Jesper Larsson      | HSG Nordhorn             |          |          |          |          |          |          |
| Feldspieler |                     |                          |          |          |          |          |          |          |
| 3           | Sven Lakenmacher    | Eintracht Hildesheim     |          |          |          |          |          |          |
| 5           | Dmitri Kuselew      | GWD Minden               |          |          |          |          |          |          |
| 8           | Christian Schwarzer | TBV Lemgo                |          |          |          |          |          |          |
| 14          | Bertrand Gille      | HSV Hamburg              |          |          |          |          |          |          |
| 15          | Lars Christiansen   | SG Flensburg-Handewitt   |          |          |          |          |          |          |
| 15          | Martin Strobel      | HBW Balingen-Weilstetten |          |          |          |          |          |          |
| 19          | Volker Michel       | Frisch Auf Göppingen     |          |          |          |          |          |          |
| 20          | Oleg Kuleschow      | SC Magdeburg             |          |          |          |          |          |          |
| 22          | Nikola Karabatić    | THW Kiel                 |          |          |          |          |          |          |
| 27          | Oliver Köhrmann     | Wilhelmshavener HV       |          |          |          |          |          |          |
| 73          | Stefan Kretzschmar  | SC Magdeburg             |          |          |          |          |          |          |
| 77          | Yoon Kyung-shin     | HSV Hamburg              |          |          |          |          |          |          |
| 77          | Vedran Zrnić        | VfL Gummersbach          |          |          |          |          |          |          |
| verletzt    | Stefan Lövgren      | THW Kiel                 |          |          |          |          |          |          |
| verletzt    | Søren Stryger       | SG Flensburg-Handewitt   |          |          |          |          |          |          |
| Trainer     |                     |                          |          |          |          |          |          |          |
|             | Martin Schwalb      | HSV Hamburg              |          |          |          |          |          |          |

## DHB-Nationalmannschaft
| Nr.         | Name                      | Verein               |          |          |          |          |          |          |
| Torhüter    | Torhüter                  | Torhüter             | Torhüter | Torhüter | Torhüter | Torhüter | Torhüter | Torhüter |
| ----------- | ------------------------- | -------------------- | -------- | -------- | -------- | -------- | -------- | -------- |
| 1           | Silvio Heinevetter        | SC Magdeburg         |          |          |          |          |          |          |
| 12          | Johannes Bitter           | HSV Hamburg          |          |          |          |          |          |          |
| 16          | Carsten Lichtlein         | TBV Lemgo            |          |          |          |          |          |          |
| Feldspieler |                           |                      |          |          |          |          |          |          |
| 2           | Sven-Sören Christophersen | Eintracht Hildesheim |          |          |          |          |          |          |
| 3           | Michael Hegemann          | TBV Lemgo            |          |          |          |          |          |          |
| 4           | Oliver Roggisch           | Rhein-Neckar Löwen   |          |          |          |          |          |          |
| 5           | Dominik Klein             | THW Kiel             |          |          |          |          |          |          |
| 6           | Moritz Schäpsmeier        | GWD Minden           |          |          |          |          |          |          |
| 8           | Sebastian Preiß           | TBV Lemgo            |          |          |          |          |          |          |
| 13          | Markus Baur               | TBV Lemgo            |          |          |          |          |          |          |
| 14          | Christian Zeitz           | THW Kiel             |          |          |          |          |          |          |
| 15          | Uwe Gensheimer            | Rhein-Neckar Löwen   |          |          |          |          |          |          |
| 17          | Andrej Klimovets          | Rhein-Neckar Löwen   |          |          |          |          |          |          |
| 18          | Michael Kraus             | TBV Lemgo            |          |          |          |          |          |          |
| 20          | Michael Spatz             | VfL Gummersbach      |          |          |          |          |          |          |
| 21          | Lars Kaufmann             | HSG Wetzlar          |          |          |          |          |          |          |
| Trainer     |                           |                      |          |          |          |          |          |          |
|             | Heiner Brand              |                      |          |          |          |          |          |          |

## Statistik
DHB – HBL-Auswahl 31:36 (17:18)
DHB: Preiß (7), Spatz (4), Zeitz (3), Kraus (3), Hegemann (2), Roggisch (2), Klein (2), Gensheimer (2), Klimovets (2), Kaufmann (2), Christophersen (1), Schäpsmeier (1)
HBL: Karabatić (7), Zrnić (5), Kuselew (4), Schwarzer (4), Gille (3), Michel (3), Kretzschmar (3/1), Strobel (2), Yoon (2), Lakenmacher (1), Christiansen (1), Köhrmann (1)
Schiedsrichter: Matthias Dang/Thorsten Zacharias (Mainz)
Zuschauer: 8.521

## Auszeichnungen
| MVP                         | Trainer                                 | Rookie                            | Lebenswerk/Karriereleistung Handball                                   | Schiedsrichter                        |
| --------------------------- | --------------------------------------- | --------------------------------- | ---------------------------------------------------------------------- | ------------------------------------- |
| Nikola Karabatić (THW Kiel) | / Zvonimir „Noka“ Serdarušić (THW Kiel) | Silvio Heinevetter (SC Magdeburg) | Jan Holpert (SG Flensburg-Handewitt)/Stefan Kretzschmar (SC Magdeburg) | Frank Lemme/Bernd Ullrich (Magdeburg) |